# Белоснежка XXX: пародия Акселя Брауна
Белоснежка XXX: пародия Акселя Брауна (с англ. — «Snow White XXX: An Axel Braun Parody») — американский порнографический фильм 2014 года, снятый режиссёром Акселем Брауном. Фильм является порнопародией на сказку братьев Гримм.

## В ролях
- Райли Стил в роли белоснежки
- Джессика Дрейк в роли злой королевы
- Барретт Блэйд в роли охотника
- Райан Дриллер в роли принца Чарминга
- Эш Голливуд в роли феи #1
- Кэти Сент-Айвс в роли феи #2
- Алек Найт[исп.] в роли короля
- Иша Кипарис в роли ведьмы
- Энди Эпплтон в роли Визиря (нет в титрах)
- Кайли Айрлэнд в роли служанки (нет в титрах)
- Эрик Мастерсон в роли джинна в зеркале (нет в титрах)

## Список сцен
1. Эш Голливуд, Кэти Сент-Айвс и Алек Найт[2]
2. Джессика Дрейк и Барретт Блэйд[3]
3. Джессика Дрейк и Эрик Мастерсон[4]
4. Райли Стил и Джессика Дрейк[5]
5. Райли Стил и Райан Дриллер[6]

## Производство

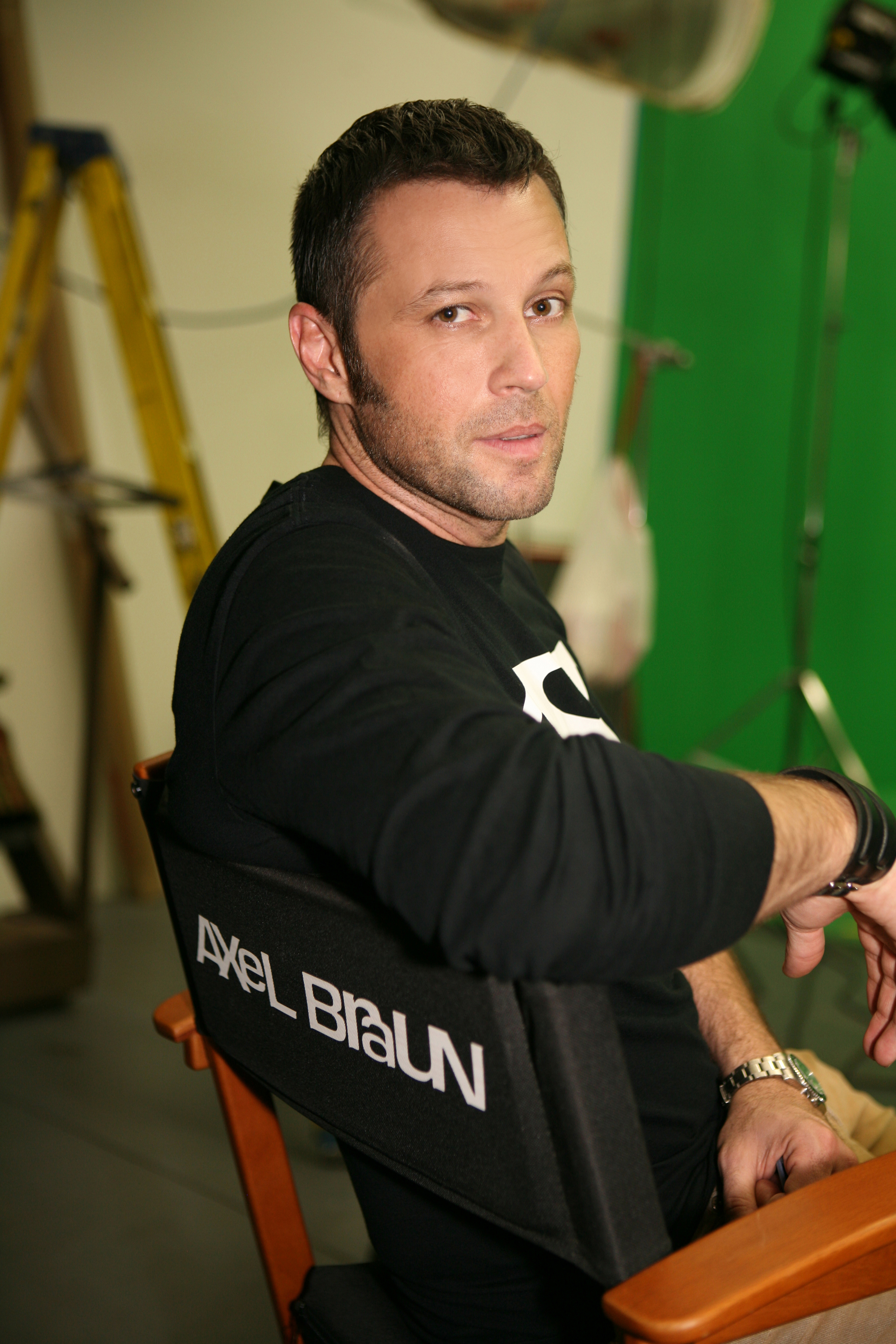
Режиссёр и продюсер фильма Аксель Браун

8 февраля 2014 года режиссёр Аксель Браун объявил о запуске линейке фильмов под названием "Сказки" (с англ. — «Fairy Tales») первым фильмом в этой линейке стала порнопародия на сказку братьев Гримм "Белоснежка". В интервью Питеру Уоррену из американского журнала для взрослых AVN отметил, что при создании фильма ориентировался в первоисточник, внося в него некоторые свои правки. 28 марта 2014 был выпущен дебютный трейлер предстоящего фильма. 5 апреля 2014 года фильм был предварительно показан студентам факультета кино и медиа в калифорнийском университете в Санта-Барбаре, где Браун после показа рассказывал студентам об истории порно и состоянии индустрии для взрослых. Выпуск фильма состоялся на сайте Wicked 21 апреля 2014 года.

## Отзывы

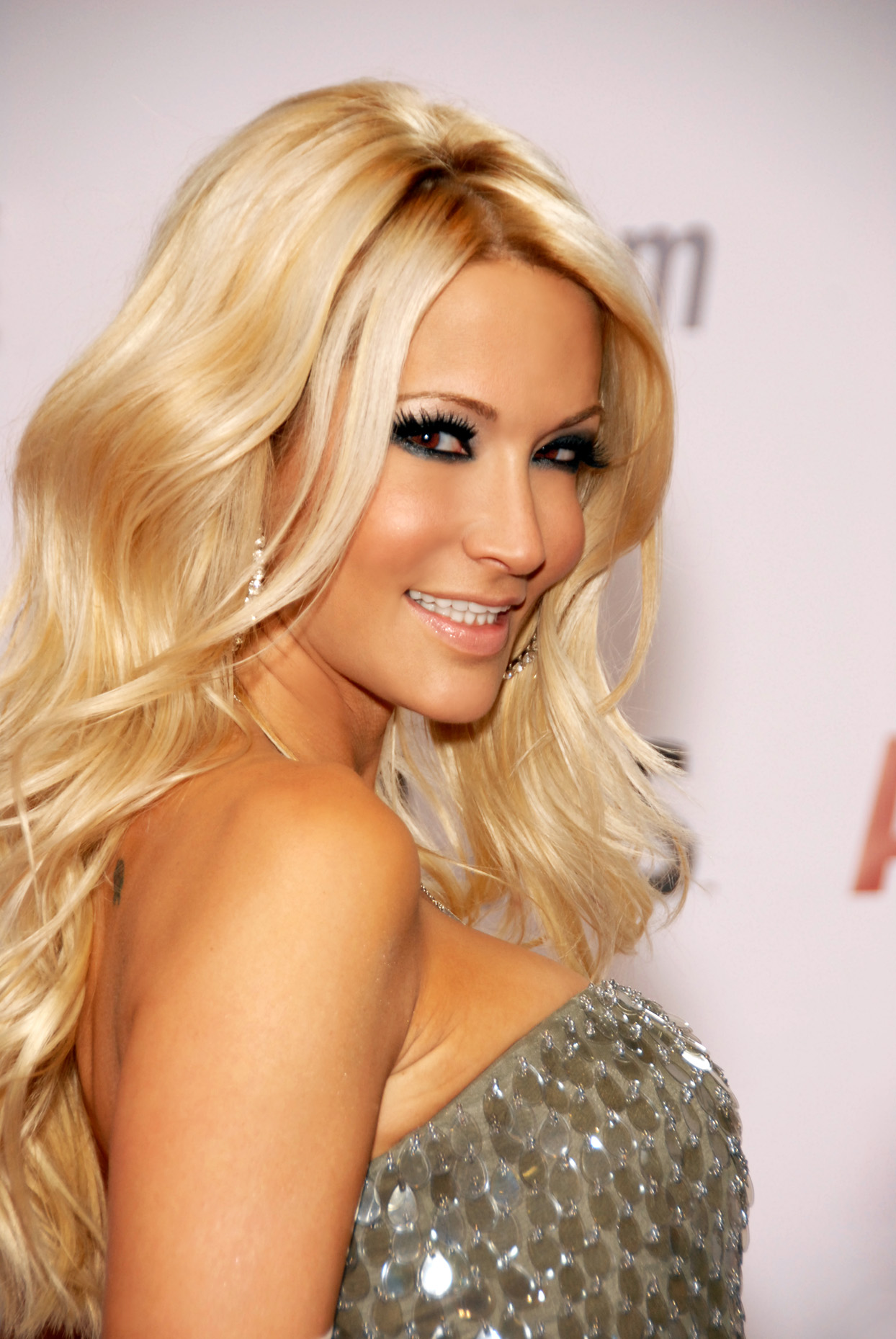
Актриса Джессика Дрейк получила множество похвал от критиков

Сайт World Class Adult Reviews оценил фильм на 6.75 из 10, отметив, что фильм считается скорее не пародией, а переосмыслением истории.
Критик Дон Хьюстон из Xcritic порекомендовал фильм, также отметив, что ожидания от фильма не совсем оправдались. Другой критик Шон также порекомендовал фильм, похвалив актрису Райли Стил за её престижность и соответствие образу и актрису Джессику Дрейк за её актёрское мастерство. Критик BritPOP из RogReviews также похвалил актрису Джессику Дрейк, отметив, что она «затмила» всех в фильме.
Сайт XBIZ.com в конце своей рецензии отмечает, что фильму не хватает юмора.

## Награды и номинации
| Год  | Церемония        | Результат | Номинация                                             | Получатель(-и)                                                     | Примечания |
| ---- | ---------------- | --------- | ----------------------------------------------------- | ------------------------------------------------------------------ | ---------- |
| 2014 | NightMoves Award | Победа    | Лучшая пародия — Драма (Выбор зрителей)               | н/д                                                                | [ 19 ]     |
| 2015 | AVN Award        | Номинация | Лучший актёр                                          | Барретт Блэйд                                                      | [ 20 ]     |
| 2015 | AVN Award        | Номинация | Лучшая операторская работа                            | Аксель Браун, Алекс Лэд, Дэвид Лорд, Брин Прайор, Роберт Куинсгейт | [ 20 ]     |
| 2015 | AVN Award        | Номинация | Лучший режиссер – пародия                             | Аксель Браун                                                       | [ 20 ]     |
| 2015 | AVN Award        | Номинация | Лучшая маркетинговая компания — индивидуальный проект | н/д                                                                | [ 20 ]     |
| 2015 | AVN Award        | Номинация | Лучшая пародия                                        | н/д                                                                | [ 20 ]     |
| 2015 | AVN Award        | Номинация | Лучший сценарий – пародия                             | Аксель Браун, Брин Прайор                                          | [ 20 ]     |
| 2015 | XBIZ Award       | Номинация | Пародия года — Драма                                  | н/д                                                                | [ 21 ]     |
| 2015 | XBIZ Award       | Номинация | Режиссёр года — Пародия                               | Аксель Браун                                                       | [ 21 ]     |
| 2015 | XBIZ Award       | Номинация | Лучший актёр — Пародия                                | Баррет Блэйд                                                       | [ 21 ]     |
| 2015 | XBIZ Award       | Номинация | Лучшая сцена — Пародия                                | Эш Голливуд, Кэти Сент-Айвс и Алек Найт                            | [ 21 ]     |
| 2015 | XBIZ Award       | Номинация | Лучшая сцена — Пародия                                | Райли Стил и Райан Дриллер                                         | [ 21 ]     |
| 2015 | XBIZ Award       | Номинация | Лучшая операторская работа                            | Аксель Браун и Алекс Лэд                                           | [ 21 ]     |
| 2015 | XBIZ Award       | Номинация | Лучшее художественное направление                     | н/д                                                                | [ 21 ]     |
| 2015 | XBIZ Award       | Номинация | Лучший монтаж                                         | Аксель Браун и миссис Браун                                        | [ 21 ]     |
| 2015 | XBIZ Award       | Номинация | Маркетинговая кампания года                           | н/д                                                                | [ 21 ]     |
| 2015 | XBIZ Award       | Номинация | Лучшая актриса — Пародия                              | Райли Стилл                                                        | [ 21 ]     |
| 2015 | XBIZ Award       | Победа    | Лучшая актриса — Пародия                              | Джессика Дрейк                                                     | [ 22 ]     |
| 2015 | XRCO Award       | Номинация | Лучшая пародия (Драма)                                | н/д                                                                | [ 23 ]     |